# Aalto-universitetets högskola för ingenjörsvetenskaper
Aalto-universitetets högskola för ingenjörsvetenskaper (Aalto ENG, finska: Aalto-yliopiston insinööritieteiden korkeakoulu, engelska: Aalto University School of Engineering) är en av högskolor inom Aalto-universitetet. Den baserar sig på f.d. Tekniska högskolans fakultet för ingenjörsvetenskaper och arkitektur. Institutionen för arkitektur flyttades dock 2012 till Aalto-universitetets högskola för konst, design och arkitektur.

## Institutioner och övriga enheter
- Institutionen för byggteknologi
- Institutionen för energiteknik
- Institutionen för markanvändning
- Institutionen för produktutveckling och produktion
- Institutionen för samhälls- och miljöteknik
- Institutionen för tillämpad mekanik
- Institutet för energiteknik
- Institutet för husteknik